# Flötö
Flötö är ett naturreservat belägen på en halvö med samma namn i Ivösjön i Kristianstads kommun i Skåne län.
Området är naturskyddat sedan 2015 och är 118 hektar stort. Reservatet består av tät blandlövskog.